# رحلات السندباد البحري الرائعة
رحلات السندباد البحري الرائعة (بالإنجليزية: The Fantastic Voyages of Sinbad the Sailor)‏ هو مسلسل تلفزيوني تم بثه خلال الفترة 1996-1998 على شبكة كرتون نتورك. واستنادًا إلى قصة ألف ليلة وليلة من السندباد البحري، تم رسمه من قبل فريد وولف فيلمز.
سلسلة السندباد هذه في سن المراهقة مع شبل قط شاذ (كولاك) وصبي صغير (حكيم) كمرافق ثابت.

## الكادر
- بوب بيرغن
- جيم كومينغز
- ميليسا ديزني
- إريك جاكلين
- روبرت ريدجلي
- كاث سويسي

### أصوات إضافية
| * جاك أنجل - جيف بينيت - جريج بيرغر - ماري كاي بيرجمان - سوزان بلو - إيرل بون - فيليب كلارك - هاملتون كامب - تاونسند كولمان - مايكل كوربيت - جنيفر دارلنغ - مايكل دونوفان - بول إيدنغ - جيني الياس - ستيفاني فارسي - كوينتون فلين - جوان جربر - إد جيلبرت | * جنيفر هيل - فيل هايز - تشارلز هورتون - هاري هاتشينسون - نيك جيمسون - بات ميوسيك - جيني بارسونز - روجر روز - جون روبينو - كيفن شون - غلين شادكس - سوزان سيلو - وارين سروكا - دوغ ستون - بولا تيسو - بيلي ويست - فريد وولف |

## وصلات خارجية
- رحلات السندباد البحري الرائعة على موقع IMDb (الإنجليزية)
- رحلات السندباد البحري الرائعة على موقع كينوبويسك (الروسية)
- رحلات السندباد البحري الرائعة على موقع قاعدة بيانات الفيلم (الإنجليزية)